# José Emilio Amavisca
José Emilio Amavisca (født 19. juni 1971 i Laredo) er en pensioneret spansk fodboldspiller, der spillede som enten kantspiller eller alternativt angriber. Han var på klubplan tilknyttet blandt andet Real Valladolid, Real Madrid og RCD Espanyol.
Med Real Madrid vandt Amavisca to gange, i 1995 og 1997, det spanske mesterskab, ligesom han i 1998 var med til at føre holdet til triumf i Champions League og Intercontinental Cup. I 2002 vandt han med Deportivo La Coruña pokalturneringen Copa del Rey.

## Landshold
Amavisca nåede gennem sin karriere at spille 15 kampe og score ét mål for Spaniens landshold, som han debuterede for den 7. september 1994 i en EM-kvalifikationskamp mod Cypern. Han repræsenterede sit land ved EM i 1996. 
Han var med en på det spanske U/23-landshold ved OL 1992 på hjemmebane i Barcelona. Spanierne vandt alle kampe i indledende pulje og derpå kvartfinalen 1-0 over Italien U/23, fulgt af sejr i semifinalen 2-0 over Ghana U/23, inden de sikrede sig det olympiske mesterskab med en finalesejr på 3-2 over Polen U/23. Amavisca spillede fire af kampene.

## Titler
La Liga
- 1995 og 1997 med Real Madrid C.F.

Champions League
- 1998 med Real Madrid C.F.

Intercontinental Cup
- 1998 med Real Madrid C.F.

Copa del Rey
- 2002 med Deportivo La Coruña

Supercopa de España
- 1994 og 1996 med Real Madrid C.F.
- 2002 med Deportivo La Coruña

OL
- 1992 med Spanien